# NGC 1449
NGC 1449 је лентикуларна галаксија у сазвежђу Еридан која се налази на NGC листи објеката дубоког неба.
Деклинација објекта је - 4° 8' 17" а ректасцензија 3h 46m 3,0s. Привидна величина (магнитуда) објекта NGC 1449 износи 13,5 а фотографска магнитуда 14,5. NGC 1449 је још познат и под ознакама MCG -1-10-32, PGC 13798.